# Elisabeth Tadich
Elisabeth Tadich (ur. 11 października 1976 w Shepparton) – australijska kolarka szosowa, srebrna medalistka mistrzostw świata.

## Kariera
Największy sukces w karierze Elisabeth Tadich osiągnęła w 1997 roku, kiedy zdobyła srebrny medal w wyścigu ze startu wspólnego na mistrzostwach świata w San Sebastián. W zawodach tych wyprzedziła ją jedynie Włoszka Alessandra Cappellotto, a trzecie miejsce zajęła Francuzka Catherine Marsal. Trzykrotnie zdobywała medale mistrzostw kraju, w tym złoty w wyścigu ze startu wspólnego w 1995 roku. Znalazła się w składzie reprezentacji Australii na igrzyskach olimpijskich w Atlancie w 1996 roku, ale zrezygnowała ze startu. Nigdy nie wystąpiła na igrzyskach olimpijskich.